# Rutiderma apex
Rutiderma apex är en kräftdjursart som beskrevs av Louis S. Kornicker och Harrison-Nelson 1997. Rutiderma apex ingår i släktet Rutiderma och familjen Rutidermatidae. Inga underarter finns listade i Catalogue of Life.